# Aleš Kokot
Aleš Kokot (ur. 23 października 1979 w Šempeterze pri Gorici) – słoweński piłkarz grający na pozycji obrońcy.

## Kariera klubowa
Karierę rozpoczął w 1988 w ND Gorica. W 1997 został włączony do pierwszej drużyny. W 2005 trafił do niemieckiego SpVgg Greuther Fürth. W sezonie 2005/2006 rozegrał dla tego klubu 31 meczów i strzelił 1 gola. W sezonie 2006/2007 zagrał w 8 spotkaniach, nie zdobywając ani jednej bramki. W 2007 został zawodnikiem SV Wehen Wiesbaden, dla którego rozegrał 44 mecze i strzelił 1 gola. W czerwcu 2009 wrócił do ojczyzny i podpisał kontrakt z Interblockiem Lublana. Opuścił ten klub w październiku 2009. W lutym 2010 przeszedł do Kecskeméti TE. Rozegrał dla tego klubu 4 spotkania (0 goli), po czym w maju 2010 opuścił zespół. W marcu 2012 trafił do NK Brda. Jeszcze w tym samym roku trafił do NK Bilje. Nie wiadomo, kiedy odszedł z tego klubu.

## Kariera reprezentacyjna
W reprezentacji Słowenii zadebiutował 18 lutego 2004 w meczu z Polską. Łącznie w kadrze zagrał 10 razy (ostatni raz 6 lutego 2008 z Danią).

## Osiągnięcia
- Mistrzostwo Słowenii (2): 2004, 2005
- Puchar Słowenii (2): 2001, 2002